# Chingungwe
Chingungwe ist ein Verwaltungsbezirk (englisch Ward) des Distrikts Tandahimba in der tansanischen Region Mtwara.

## Geografie
Chingungwe liegt im Südosten von Tansania etwa 20 Kilometer Luftlinie westlich der Distrikthauptstadt Tandahimba. Der Bezirk grenzt im Nordwesten an Mtunguru, im Nordosten an Mdimbamnyoma, im Osten an Dinduma, im Süden an Chikongola und Mahuta und im Westen an Makukwe. Bei der Volkszählung 2022 lebten 9293 Menschen in 2800 Haushalten auf einer Fläche von 52 Quadratkilometern.

## Gliederung
Der Bezirk besteht aus sieben Gemeinden (Mtaa) mit 28 Orten (Kitongoji):
| Chingungwe - Miembeni - Tandika - Muhimbili - Sokoni - Mangamba | Mkupete - Mbuyuni - Kilidu - Kilimahewa | Mtenda - Kenya - Kusini - Kariakoo | Salama - Amani - Malanje - Mbebede - Mwongozo - Juhudi | Chikunda - Maendeleo - Mnazimmoja - Namahenje - Jitegemee - Ukombozi | Kuchele - Dodoma - Bagamoyo - Majengo - Tanga - Nguvukazi | Kiule - Nang'omba - Rahaleo |

## Infrastruktur
- Bildung: Im Bezirk gibt es zwei weiterführende Schulen. Die Chingungwe Secondary School[8] und die Salama Secondary School[9] sind beides staatliche Tagesschulen mit einer Ausbildung bis zur 4. Stufe.
- Gesundheit: Im Bezirk gibt es eine staatliche Apotheke.[10]